# Jasenica (gmina Žitorađa)
Jasenica (cyr. Јасеница) – wieś w Serbii, w okręgu toplickim, w gminie Žitorađa. W 2011 roku liczyła 936 mieszkańców.